# 白石弘幸
白石 弘幸（しらいし ひろゆき、1961年6月11日 - ）は、日本の経営学者、元金沢大学教授、現中央学院大学教授。
北海道生まれ。1984年東京大学経済学部経営学科卒業、1992年同大学院博士課程単位取得満期退学。博士（経営情報学）。1992年信州大学経済学部専任講師、1994年助教授、1996年金沢大学経済学部助教授、2004年教授。先進的な企業経営分析を専門とする。

## 著書
- 『秘書の機能』学文社 1988
- 『アップ・トゥ・デイト経営学』創成社 1991
- 『企業・経済の知識』早稲田教育出版 1992
- 『デザイナーズ 時代の魔法使い』山手書房新社 1993
- 『ビジネスツールとしての情報技術 Windows 95・マルチメディア・インターネット』同文館出版 1996
- 『SPI超入門』早稲田教育出版 らくらくわかる就職ゼミシリーズ　2002
- 『一般常識超入門』早稲田教育出版 らくらくわかる就職ゼミシリーズ　2002
- 『組織ナレッジと情報 メタナレッジによるダイナミクス』千倉書房 2003
- 『経営戦略の探究 ポジション・資源・能力の統合理論』創成社 2005
- 『経営学の系譜 組織・戦略理論の基礎とフロンティア』中央経済社 2008
- 『現代企業の戦略スキーム』中央経済社 2009
- 『企業経営の情報論 知識経営への展開』創成社 2010
- 『脱コモディティへのブランディング 企業ミュージアム・情報倫理と「彫り込まれた」消費』創成社 2016

### 共編著
- 『就職試験集中マスターSPI』編 早稲田教育出版 1997
- 『管理職のためのインターネットでつかむビジネスチャンス 国内外29の成功例と未来ビジネス』石田朗共著 早稲田教育出版 1995
- 『一般常識』編 早稲田教育出版 就職試験完全攻略シリーズ　1996
- 『業界別対策一般常識・SPIアパレル・ファッション』編 早稲田教育出版 2001
- 『業界別対策一般常識・SPI航空・旅行・運輸』編 早稲田教育出版 2001
- 『就職試験集中マスターSPI解法のすべて』編 早稲田教育出版 2002
- 『就職試験集中マスターCAB・GAB適性検査解法のすべて』編 早稲田教育出版 2004
- 『業界別対策一般常識・SPI航空・旅行・運輸』編 早稲田教育出版 2005
- 『航空・旅行・運輸一般常識&SPI2問題集』編 イカロス出版 2008

### 翻訳
- リチャード・E.ケイビス『多国籍企業と経済分析』岡本康雄,長瀬勝彦,周佐喜和,姉川知史共訳 千倉書房 1992

## 論文
- ＜白石弘幸